# Verš
Verš je obvykle definován jako celistvá rytmická a významová jednotka básnického textu, oddělená od ostatních jednotek přesnými hranicemi. Jde o jeden řádek básnického díla, založený na výrazně rytmické organizaci. Nemusí se nutně shodovat se syntaktickou jednotkou, takže vzniká syntaktický přesah (enjambement, z francouzského „překročení“). Ve vydáních bible se od 16. století i prozaické texty člení na verše, číslované v rámci kapitoly. Verš je tu obvykle věta nebo několik vět.
Nauka o verši (versologie) se zabývá problematikou verše, rytmu, metra, prozodickými systémy, rýmem a asonancí a ustálenými druhy verše.

## Poloverš a diereze
Nachází-li se ve verši větší počet slov, pak se dělí na menší metrické jednotky, jež se nazývají veršová kóla; v případě dvou menších jednotek se kóla nazývají poloverše. Předěl mezi jednotlivými poloverši se označuje jako diereze (diairesis), přičemž podobné předěly se mohou nacházet i mezi syntakticky souvisejícími slovy nebo v rámci slova.